# Oto Novotný
Oto Novotný (31. května 1928, Dolní Újezd – 3. listopadu 2020) byl český právník, vysokoškolský profesor, významný představitel české trestněprávní a kriminologické nauky.

## Život
Studoval gymnázium, z kterého byl v roce 1942 vyloučen. V letech 1944 a 1945 byl vězněn v koncentračním táboře. Po osvobození obdržel podle zákona č. 255/1946 Sb., o účasti na národním odboji za osvobození osvědčení o účasti na národním odboji.
V Praze začal studovat práva na Univerzitě Karlově. Studium ukončil v roce 1957 a na Právnické fakultě Univerzity Karlovy potom působil jako odborný asistent a později jako docent. V průběhu šedesátých let se zúčastnil kongresů, pořádaných Mezinárodním sdružením pro trestní právo (Association International de Droit Pénal). V tehdejší Československé socialistické republice otevřel otázku zrušení trestu smrti a připravil k tomu expertizu pro Federální shromáždění.
Oto Novotný přispěl k převedení vězeňství z resortu Ministerstva vnitra do resortu Ministerstva spravedlnosti, k celostátnímu zavedení funkce sociálních kurátorů a ke vzniku experimentálního střediska ambulantní nápravné péče v Praze. V roce 1967 vyšla jeho významná publikace z oblasti práva a penologie „O trestu a vězeňství“. V roce 1967 byla také jmenován ředitelem Výzkumného ústavu kriminologického při Generální prokuratuře v Praze; z této funkce byl po čtyřech letech za snahy o prosazení ústavních, trestně právních a vězeňských reforem odvolán.
Od roku 1971 do roku 1989 působil na Právnické fakultě Univerzity Karlovy jako odborný pracovník, ale nesměl přednášet ani publikovat. Až po sametové revoluci se v roce 1990 stal vedoucím katedry trestního práva, předsedou fakultního akademického senátu a byl jmenován vysokoškolským profesorem. Vedl tým autorů dokumentu Českého helsinského výboru „Právo občanů na bezpečnost“, obsahujícího kritické hodnocení realizace opatření systému proti kriminalitě.
Za mimořádné zásluhy o rozvoj české penologie obdržel v roce 1997 Plaketu Vězeňské služby České republiky I. stupně, v roce 1998 mu byla udělena medaile Univerzity Karlovy a v roce 1999 převzal Randovu medaili, kterou mu udělila Jednota českých právníků.